# Montevideo Cricket Club
El Montevideo Cricket Club (en siglas M.V.C.C.) es un club polideportivo uruguayo históricamente radicado en la ciudad de Montevideo, aunque su sede actual está en Solymar (Ciudad de la Costa). Fue fundado en 1861 y es la decana (la más antigua) de las instituciones deportivas del Uruguay. Fue el pionero en este país en introducir la práctica del cricket, rugby, football, atletismo, velocipedismo, hockey y tenis. 
En la actualidad, el MVCC se dedica principalmente a la práctica del football, rugby y hockey. Es reconocido por el Museum of Rugby Twickenham como el 8º club más antiguo del mundo de este deporte y el primero no-británico.

## Rugby
Es el primer club en introducir el rugby en Uruguay. Participa del Campeonato Uruguayo de Rugby desde la fundación de la Unión de Rugby del Uruguay (URU) en 1951. Se consagró tres veces como campeón nacional.
En  2011 y con motivo de homenajear al club la Unión de Rugby del Uruguay decidió denominar al Torneo Apertura: 150 años del MVCC.
En 2017, quedó eliminado con Old Christians en la semifinal del campeonato uruguayo logrado un 3° puesto en el mismo. Al siguiente año se repite la historia quedando en la misma posición ante el mismo rival.
En 2019, logra clasificar a semifinales nuevamente, quedando eliminado contra el combinado de Old Boys Club.
En 2021 se coronó campeón de la  Copa Nacional de Clubes de la URU, torneo con los 8 mejores equipos del Campeonato Uruguayo de Rugby de ese año, logrando el cuarto título del club decano, tras 65 años de su última consagración.

## Palmarés
| Competición nacional                  | Títulos           | Subcampeonatos |
| ------------------------------------- | ----------------- | -------------- |
| Campeonato Uruguayo de Rugby (3)      | 1951, 1953, 1956. | 2022           |
| Copa Nacional de Clubes de la URU (1) | 2021              | -              |

## Fútbol
El Montevideo Cricket fue también el primer club en practicar el fútbol asociación. El equipo de fútbol disputaba sus encuentros en el English Ground, una cancha que se encontraba en el barrio La Blanqueada donde hoy está el Hospital Militar, a unos 100 metros de donde se ubicaría algunos años después el Gran Parque Central.  Allí, en 1878, se jugó el primer partido de fútbol en Uruguay: Montevideo Cricket frente a la tripulación de un barco inglés.
Se reconoce como el primer partido inter-clubs registrado en suelo uruguayo, el encuentro entre Montevideo Cricket y Montevideo Rowing disputado en el English Ground (campo de juego en La Blanqueada) en el año 1881. En 1889, un combinado formado por jugadores de estos dos mismos equipos, disputó el "primer partido de Football rioplatense" de la historia, frente a un combinado de Buenos Aires. Henry Stanley Bowles, del MVCC, fue el autor del primer gol uruguayo en un partido internacional. Entre sus jugadores se encontraba el profesor William Leslie Poole, considerado "el padre del fútbol uruguayo", por su importante aporte para la propulsión de este deporte en ese país. 
En 1892 se disputaron en Montevideo 18 partidos de fútbol entre los cuatro clubes existentes: M. Cricket, M. Rowing, Albion y CURCC. En diez de ellos participó el Montevideo Cricket que no perdió ningún partido y se impuso con goleadas al CURCC y al Albion (8:0 y 10:0 respectivamente), pero antes de finalizar el siglo XIX, el MVCC fue resignando la práctica del fútbol a nivel de liga profesional, cediendo su espacio a otros clubs como el Albion y el CURCC. El MVCC mantuvo siempre de manera inquebrantable el espíritu del amateurismo y del fair play y nunca compitió en torneos entre clubes profesionales, aunque sí lo hace, y con buen suceso, a nivel de fútbol universitario en la Liga Universitaria de Deportes.